# Fitche
Pour les articles homonymes, voir Fiche.
Fiche, ou Fitche, est une ville et un woreda du centre de l'Éthiopie, chef-lieu de la zone Nord Shewa de  la région Oromia.
Fiche se trouve environ 110 km au nord d'Addis-Abeba, sur la route en direction de Baher Dar.
Le recensement national de 2007 y fait état de 27 493 habitants, tous citadins.
La plupart des habitants (94 %) sont orthodoxes, 4 % sont protestants et 2 % sont musulmans.
En 2022, sa population est estimée à 57 067 personnes avec une densité de population de 4 287 personnes par km2 et 13,31 km2 de superficie.